# 哪颳騰難
哪颳騰難（卑南語：Na kuwatrengan），是台灣卑南族傳統信仰中的惡靈，會危害到生人的安全。

## 語意
「Na kuwatrengan」的意思是「不好的東西」，這個稱呼並非特定指某位特定的神祇或亡魂，而是一個統稱的概念，只要是會危害到活人的靈，都被稱作「哪颳騰難」，其中包括因為意外死亡或無嗣而死而逗留在人間害人的亡魂、厲鬼，就算沒有害人的想法，也會因為其本身存在而影響到活人的魂，就算是祖靈也被歸為「哪颳騰難」的一種。在卑南族的巫術觀念中，「Na kuwatrengan」的意思比較接近「行為的惡」而非本質上的惡。

## 能力
哪颳騰難因為本身就是不屬於此世的靈魂，不管有意無意都會給生人造成危害，並帶來不祥、厄運、疾病或苦難，小則生病或身體不適、大則可能發生溺水或其他意外。

## 巫師
卑南族的巫師通常以「markamelri（異類的）」或「mukazuwa（次等的）」來稱呼哪颳騰難，處理它們的方法主要有三種：第一種是以巫術禁制對方無法行動，並等待其自然消滅；第二種是以咒語勸對方明白自己死亡並接受命運離去；或是請對方停止危害族人，並且改以自己的力量保護族人。